# Zespół Epsteina
Zespół Epsteina (łac. syndroma Epstein, ang. Epstein syndrome, Alport syndrome with macrothrombocytopenia, EPSTNS) – genetycznie uwarunkowana, dziedziczona autosomalnie dominująco choroba charakteryzująca się małopłytkowością, dużymi płytkami krwi, zapaleniem nerek oraz głuchotą, bez objawów niepełnosprawności intelektualnej.

## Historia
Zespół został opisany po raz pierwszy w 1972 roku przez zespół amerykańskich lekarzy pod kierownictwem Charlesa Epsteina. W 2003 na określenie zespołu Epsteina, zespołu Sebastiana, zespołu Fechtnera oraz anomalii Maya-Hegglina ze względu na mutację w tym samym genie oraz częściowo nakładający się fenotyp zaproponowano określenie małopłytkowości zależne od mutacji genu MYH9, jednakże inne spowodowane mutacją tego samego genu choroby nie zostały do niego zaliczone.

## Etiologia
Choroba spowodowana jest uszkodzeniem genu MYH9 znajdującego się na długim ramieniu chromosomu 22, w regionie q12. Gen MYH9 koduje syntezę ciężkiego łańcucha IIa niezwiązanej z mięśniami miozyny (NNMHC-IIa). NNMHC-IIa warunkuje prawidłową strukturę cytoplazmy oraz ruchomość komórek i występuje w megakariocytach, płytkach, neutrofilach, nerkach oraz ślimaku.

## Epidemiologia
Opisano 5 przypadków zespołu Epsteina (1987).

## Obraz kliniczny
Płytki krwi w zespole Epsteina są znacznie powiększone z zaburzoną ultrastrukturą oraz jakością. Uważa się, że albo są produktem nieprawidłowej fragmentacji megakariocytów, albo też produktem ich degeneracji.
Nieprawidłowość w obrazie płytek oraz przedłużony czas krwawienia są zawsze obecne w momencie rozpoznania, natomiast głuchota i zmiany w nerkach mogą pojawiać się później. Choroba nerek objawia się początkowo hematurią oraz białkomoczem i w czwartej lub piątej dekadzie życia przewlekła choroba nerek wymaga dializy lub przeszczepienia nerki.

## Rozpoznanie
Rozpoznanie polega na stwierdzeniu typowego obrazu klinicznego bez zmian w ultrastrukturze w granulocytów (charakterystycznych dla anomalii Maya-Hegglina oraz zespołu Sebastiana) oraz brakiem wad w zakresie narządu wzroku (charakterystycznych dla zespołu Fechtnera).

## Diagnostyka różnicowa
Zespół Epsteina należy różnicować z zespołem Sebastiana, zespołem Fechtnera, anomalią Maya-Hegglina, zespołem Bernarda-Souliera, zespołem Alporta oraz małopłytkowością samoistną.

## Leczenie
Nie ma specyficznego leczenia zespołu Epsteina (2016). Leczenie problemów zdrowotnych według ogólnie przyjętych zasad.

## Rokowanie
Rokowanie co do życia jest dobre, długość życia również nie jest skrócona. U pacjentów z głuchotą lub chorobą nerek jakość życia jest zależna od stopnia ich rozwoju.